# Traces
Traces és una sèrie de televisió britànica de drama criminal produïda per Red Production Company. Cocreada i escrita per Val McDermid i Amelia Bullmore, i basada en una idea original de McDermid, es va estrenar originalment a Alibi el 9 de desembre de 2019. La sèrie es va tornar a emetre a BBC One el 4 de gener de 2021 i Series One la va reposar a Drama el 15 de gener de 2022. Una segona temporada de sis episodis es va estrenar el febrer de 2022. S'ha subtitulat al català per FilminCAT.

## Sinopsi
Traces se centra en tres professionals forenses, Emma Hedges, Sarah Gordon i Kathy Torrance, que treballen juntes al fictici Institut Escocès de Ciència i Anatomia Forense (SIFA, per les sigles en anglès) a Dundee (Escòcia) mentre descobreixen la veritat d'un cas d'assassinat i porten un assassí a la justícia.

## Repartiment
A la primera sèrie, el repartiment era el següent:
- Molly Windsor[8] com a Emma Hedges
- Laura Fraser[9][10] com la professora Sarah Gordon
- Jennifer Spence[11] com la professora Kathy Torrence
- Martin Compston[12] com a Daniel MacAfee
- Vincent Regan[13] com a Phil MacAfee
- Michael Nardone[14] com l'inspector detectiu Neil McKinven
- Phil McKee com a Jimmy Levin
- John Gordon Sinclair[15] com a Drew Cubbin
- Morayo Akandé com el detectiu policia Trina Adeboyo
- Jamie Marie Leary com a Skye Alessi
- Carly Anderson com a Marie Monroe
- Laurie Brett[16] com Izzy Alessi
- Joana Borja com a doctora Pia Salvador
- Andrea Hart com a Janine Muir
- Anna Leong Brophy com a Louise Chiu Jones
- Neve McIntosh com a Julie Hedges
- Janey Godley com a Clare Tindall